# Почётные граждане Иванова
Почётные граждане Иванова — лица, пользующиеся уважением и авторитетом, внесшие большой общественно значимый вклад в социально-экономическое и культурное развитие города Иваново, воспитание, просвещение и охрану здоровья людей, в течение длительного времени проводившие активную производственную, общественную, благотворительную и иную деятельность, способствовавшую улучшению жизни жителей города, а также совершившие геройский подвиг, проявившие мужество, смелость и отвагу.
«Почётный гражданин города Иванова» — почётное звание, присваиваемое с 1971 года.

## История
Первым почётным гражданином города Иваново-Вознесенск был князь Александр Прохорович Ширинский-Шихматов, что зафиксировано в журнале Иваново-Вознесенской городской Думы.
После Октябрьской революции до 1971 года звание не присуждалось, однако Решением Ивановского горисполкома Совета депутатов трудящихся от 5 июля 1971 года № 169 в год 100-летия города было учреждено звание «Почётного гражданина города Иванова» (форма приведена в официальных документах, корректно: «Почётный гражданин города Иваново»). Но для восстановления исторической справедливости было решено воскресить имена людей, немало сделавших для города с момента его образования и заслуживших звание «Почётного гражданина» города Иваново-Вознесенска.

## Порядок присвоения звания
До 1917 года в Российской империи существовало сословие почётных граждан и персоны, получившие это звание после 1917 года не имели сословной градации и соответствующих привилегий.
28 февраля 2007 года была утверждена последняя редакция Положения о звании «Почётный гражданин города Иваново».
Звание присваивается решением Ивановской городской Думы по представлению Главы города Иваново.
Звание присваивается один раз в год в канун Дня города Иваново, как правило, одному кандидату.
Ходатайство о присвоении звания могут вносить:
- органы государственной власти и органы местного самоуправления города Иваново,
- общественные организации и объединения,
- трудовые коллективы предприятий и учреждений всех форм собственности, находящихся на территории города Иваново.

Почётному гражданину в торжественной обстановке вручаются:
- диплом;
- удостоверение;
- нагрудный знак.

## Права и льготы почётных граждан
Лицу, удостоенному звания при жизни, выплачивается единовременное денежное вознаграждение в размере 10000 рублей.
Почётный гражданин города на территории города пожизненно пользуется следующими льготами:
- освобождение от платы за жилое помещение и коммунальные услуги независимо от форм собственности жилищного фонда в пределах социальной нормы площади жилья и нормативов потребления коммунальных услуг;
- бесплатный проезд на всех видах городского пассажирского транспорта (за исключением такси);
- бесплатная подписка на газету «Рабочий край»;
- ежегодное поздравление с днем рождения с вручением подарка, цветов и памятного адреса общей стоимостью до 2000 рублей;
- иные персональные льготы, устанавливаемые решениями Ивановской городской Думы.

Супруга (супруг) умершего Почётного гражданина, не вступившая (не вступивший) в повторный брак и проживающая (проживающий) одиноко, пожизненно освобождается от платы за жилое помещение и коммунальные услуги независимо от форм собственности жилищного фонда в пределах социальной нормы площади жилья и нормативов потребления коммунальных услуг.
Почётному гражданину города воздаются следующие почести:
- фотопортреты и краткие биографические данные лиц, удостоенных звания, размещаются в галерее почётных граждан, на официальном сайте администрации города Иваново, в памятной книге «Почётные граждане города Иваново»;
- решением Ивановской городской Думы именем Почётного гражданина могут быть названы городские объекты, учреждения науки и культуры города;
- на зданиях, связанных с именем Почётного гражданина, могут быть установлены мемориальные доски;
- Почётный гражданин приглашается Ивановской городской Думой и Главой города Иваново на мероприятия, посвященные государственным праздникам, другим важным событиям.

Почётный гражданин имеет право:
- внеочередного приема руководителями или иными должностными лицами органов местного самоуправления города Иваново, иных муниципальных органов власти города Иваново;
- внесения от своего имени в органы местного самоуправления города Иваново вопросов для рассмотрения;
- участия в работе Ивановской городской Думы и коллегии при Главе города Иваново с правом совещательного голоса.

Оплата расходов по захоронению Почётного гражданина и оплата ритуальных услуг, установленных законодательством Российской Федерации, производится за счёт средств бюджета города Иваново в размере, не превышающем 15000 рублей.
Траурный митинг по прощанию с умершим Почётным гражданином проводит Глава города Иваново или один из его заместителей.
Благоустройство места захоронения Почётного гражданина производится за счёт средств бюджета города.

## Почётные граждане Иваново-Вознесенска и Иванова

### До 1917 года
- Бурылин, Дмитрий Геннадьевич
- Бурылин, Николай Геннадьевич
- Бурылина, Надежда Харлампиевна
- Гарелин, Яков Петрович
- Комиссаров-Костромской, Осип Иванович
- Шереметев, Сергей Дмитриевич
- Ширинский-Шихматов, Александр Прохорович

### После 1971 года
- Архиепископ Амвросий (Анатолий Павлович Щуров)
- Большевиков, Павел Константинович[3]
- Бочков, Владимир Михайлович[4]
- Власов, Дмитрий Борисович[5]
- Волынкин, Олег Викторович[6][7]
- Воронова, Пелагея Яковлевна[8]
- Горбачёв, Иван Петрович
- Грошев, Вениамин Фёдорович
- Дмитриев, Сергей Михайлович[9]
- Добрынин, Модест Георгиевич[10]
- Догадаев, Владимир Павлович[11]
- Додонова, Агриппина Александровна[12]
- Дудин, Михаил Александрович
- Егорова, Ирина Николаевна
- Ерастов, Виталий Николаевич[13]
- Ермилов, Валерий Григорьевич[14]
- Жуков, Владимир Семёнович
- Жуковский, Александр Михайлович[15]
- Зайцев, Вячеслав Михайлович
- Зверев, Иван Михайлович[16]
- Кабаидзе, Владимир Павлович
- Калабин, Алексей Иванович
- Кирьянова, Екатерина Афанасьевна[17]
- Круглов, Лев Михайлович
- Колокова, Надежда Сергеевна
- Кононин, Станислав Александрович[18]
- Коротков, Николай Ильич[19]
- Корешков, Владилен Николаевич[20]
- Кошелева, Елена Фёдоровна[21]
- Кулагин, Виталий Александрович[22]
- Куликова, Мария Васильевна
- Лаптев, Адольф Фёдорович
- Малютин, Марк Иванович[23]
- Мокеичева, Юлия Ефремовна[24]
- Морозов, Александр Иванович[25][26]
- Пухова, Зоя Павловна
- Разина, Маргарита Михайловна[27]
- Раскатов, Лев Викторович
- Сизякова, Мария Семёновна[28]
- Смолина, Зоя Павловна[29][30]
- Соколова, Раида Фёдоровна[31]
- Телегин, Павел Хрисанфович[32]
- Ужинова, Елизавета Петровна[33]
- Философова, Мария Сергеевна[34]
- Хлебников, Николай Михайлович
- Цветкова, Вера Семёновна[35]
- Черкасский, Владимир Михайлович[36]
- Шереметев, Пётр Петрович
- Шувандина, Таисья Ивановна[37]
- Яковлева, Татьяна Владимировна